# Con odio e con amore
Con odio e con amore (Los Tarantos) è un film del 1963 diretto da Francisco Rovira Beleta. 
Fu candidato all'Oscar al miglior film straniero.

## Riconoscimenti
- Premi Oscar 1964
  - Candidatura all'Oscar al miglior film straniero